# Parafia św. Stanisława Biskupa i Męczennika w Wilczyskach
Parafia św. Stanisława Biskupa i Męczennika w Wilczyskach – rzymskokatolicka parafia znajdująca się w diecezji tarnowskiej, w dekanacie bobowskim.
W skład terytorium parafii wchodzi miejscowość Chodorowa oraz część Wilczysk i Wojnarowej. Liczy ok. 1200 wiernych.

## Historia
Parafia w Wilczyskach powstała przed rokiem 1328 (być może istniała już w 2. poł. XIII w.). Kościołem parafialnym jest zabytkowy, drewniany kościół św. Stanisława Biskupa i Męczennika z początków XVII wieku. Konsekracji świątyni dokonał w 1641 r. bp Tomasz Oborski, sufragan krakowski.
Z parafii Wilczyska wydzielono parafie:
- 1928 – Najświętszej Maryi Panny Królowej Polski w Stróżach,
- 6 grudnia 1980 – Najświętszego Serca Pana Jezusa w Jankowej,
- 3 kwietnia 2011 – św. Kingi w Wojnarowej.

## Proboszczowie
- ks. Michał Szewczyk – 1834–1877[5]
- ks. Stanisław Twardowski – 1877–1886[6]
- ks. Artur Stefan Jarmulski (1855–1917); od 3.III.1886 administrator; od 19.VI.1886–1.V.1910 – proboszcz. Był też dziekanem dekanatu bobowskiego[7].
- ks. Jan Bach – 1910–1916[8][9]
- ks. Ludwik Pilch –1916–1917, administrator; 3.XII.1943 zginął w KL Auschwitz[10][11]
- ks. Jan Pabian – 1917–1928[12]
- ks. Stanisław Rodak – 1928–1936[13]
- ks. Jan Kulik – 1936–1959[14]
- ks. Jan Prokop –1959–1984
- ks. Jan Knutelski – 1984–2014
- ks. Sławomir Gulik – 2014–2020
- ks. Bogusław Maciaszek – 2020 – nadal